# Heliox
Heliox is een gasmengsel dat voor de duikindustrie, het technisch duiken, wordt gebruikt. Heliox kenmerkt zich door het ontbreken van het stikstofaandeel in het mengsel en bestaat alleen uit een mengsel van zuurstof en helium.